# Kaliwates (Kaliwates)
Kaliwates is een bestuurslaag in het regentschap Jember van de provincie Oost-Java, Indonesië. Kaliwates telt 13.294 inwoners (volkstelling 2010).